# Scott Young (schrijver)
Scott Alexander Young (Cypress River (Manitoba), 14 april 1918 - Kingston (Ontario), 12 juni 2005) was een Canadees schrijver en journalist. Hij was de vader van muzikant Neil Young.

## Biografie

### Jeugd
Scott Young was een zoon van apotheker Percy Andrew Young en schooljuf Jean Ferguson Paterson. Hij had een broer (Bob) en een zus (Dorothy). Zijn eerste jaren bracht Young door in Glenboro, waar zijn vader een eigen drogisterij had. In 1926 verhuisde het gezin naar Winnipeg. Zijn vader verliet het gezin in 1931. Young bracht daarna een deel van zijn jeugd door bij familieleden, maar keerde na een paar jaar weer terug naar zijn moeder. In Winnipeg deed Young aan ijshockey.

### Loopbaan
Scott Young was achttien jaar oud toen hij in 1936 een baan kreeg bij het dagblad Winnipeg Free Press. In 1941 verhuisde hij naar Toronto om voor The Canadian Press te werken. Hij deed in Engeland verslag van de Tweede Wereldoorlog voor hij in 1944 en 1945 zelf in de Royal Canadian Navy diende. Na de oorlog keerde hij terug naar Canada en zette hij zijn werk voor The Canadian Press voort. Hij schreef in deze periode onder meer over curling en hockey. Van 1945 tot 1948 werkte hij ook voor het weekblad Maclean's. In 1948 werden zijn korte verhalen voor het eerst gepubliceerd, in Collier's, de Saturday Evening Post en Ladies Home Journal. Over zijn ervaringen als jonge ijshockeyer in Winnipeg schreef Young een drietal kinderboeken, met Scrubs on Skates (1952) als eerste deel. In 1957 werd hij columnist voor The Globe and Mail. Van 1969 tot 1971 was hij sportredacteur en columnist voor The Toronto Telegram. Zijn journalistieke loopbaan eindigde in 1980.
In 1988 werd Young opgenomen in de Hockey Hall of Fame.

### Persoonlijk leven
Hij trouwde op 18 juni 1940 in Winnipeg met Edna "Rassy" Ragland. Zij kregen twee kinderen: Bob en Neil. Later trouwde hij met Astrid Carlson Mead, met wie hij de dochters Deidre en Astrid kreeg. Met Margaret Hogan, zijn derde huwelijk, kreeg hij Maggie, Caitlin en Erin.

## Werk[6]

### Non-fictie
- Red Shield in Action: The Salvation Army in World War Two (1949)
- Scott Young Sports Stories (1965)
- The Leafs I knew (1966)
- We Won't Be Needing You, Al: Stories of Men and Sports (1968)
- Hockey Is a Battle (1969, met Punch Imlach)
- Goodbye Argos (1972, met Leo Cahill)
- O'Brien (biografie van Michael John O'Brien, 1973, met Astrid Young)
- Silent Frank Cochrane (1973, met Astrid Young)
- War On Ice (1976)
- Best Talk in Town (1980, met Margaret Hogan)
- If You Can't Beat 'Em in the Alley: Conn Smythe Memoirs (1981)
- Heaven and Hell in the NHL (1982, met Punch Imlach)
- Neil and Me (1984)
- Hello Canada (biografie van Foster Hewitt, 1985)
- Gordon Sinclair, A Life and Then Some (1987)
- 100 Years of Dropping the Puck (1989)
- The Boys of Saturday Night (1990)
- Power Play (1991, met Alan Eagleson)
- A Writer's Life (1994)

### Fictie

#### Kinderboeken
- Scrubs on Skates (1952)
- Boy on Defence (1953)
- The Clue of the Dead Duck (1962)
- A Boy at the Leafs' Camp (1963)
- Big City Office Junior (1964, met Astrid Young)
- Face-Off in Moscow (1989)

#### Romans
- The Flood (1956)
- Face-Off (1971, met George Robertson)
- That Old Gang of Mine (1982)
- Murder in a Cold Climate (1989)
- The Shaman's Knife (1993)